# Georges Brossard
Pour les articles homonymes, voir Brossard.
Georges Brossard, né le 11 février 1940 à La Prairie au Québec (Canada) et mort le 26 juin 2019 à Saint-Mathieu-de-Belœil au Québec (Canada), est un entomologiste canadien. Il est notamment le fondateur de l'Insectarium de Montréal.

## Biographie
Georges Brossard est le fils de Georges-Henri Brossard, fondateur de la ville de Brossard. Passionné par les insectes dès son plus jeune âge, il entreprend d'abord une carrière de notaire jusqu'à l'âge de 38 ans. Il commence alors à voyager et étudier, par observation, les insectes qu'il rencontre. En 1989, après avoir amassé plus de 250 000 spécimens (la plus grande collection d'insectes privée au monde), il propose au maire de l'époque, Jean Doré, d'ouvrir un insectarium à Montréal. Lui et Pierre Bourque, à ce moment directeur du Jardin botanique de Montréal, acceptent rapidement. Il fonde aussi quatre autres insectariums à travers le monde dont un à Shanghai et en Afrique du Sud. Depuis, il a porté sa collection à plus de 500 000 spécimens. 
Le 26 juin 2019, Georges Brossard meurt des suites d'un cancer du poumon,,.
En 2020, la municipalité d'Amherst, dans les Laurentides, renomme un chemin en hommage à l'entomologiste. En 2022, la Ville de Saint-Bruno, où a longtemps habité Georges Brossard, renomme la bibliothèque municipale « bibliothèque Georges-Brossard » pour honorer sa mémoire et son œuvre.

## Insectia

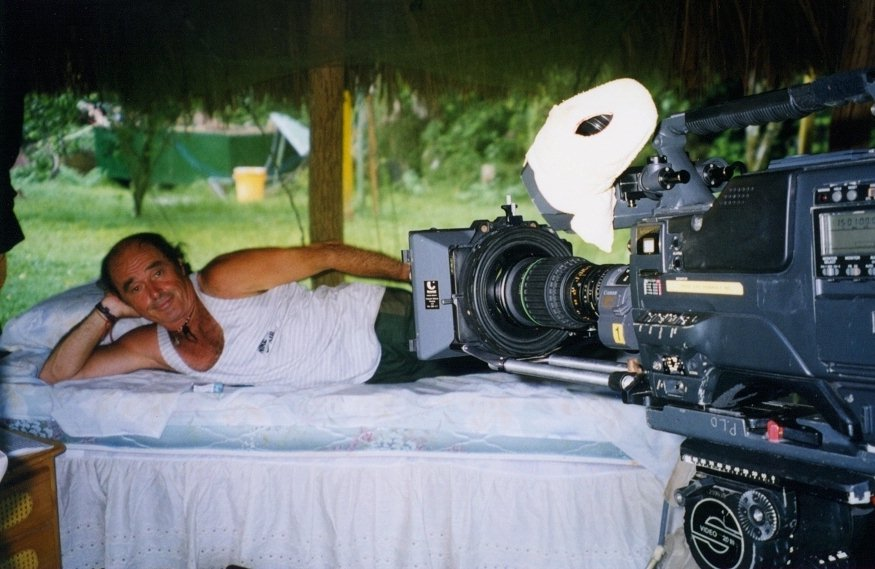
Georges Brossard en tournage au Venezuela.

Georges Brossard est aussi l'auteur d'une série de 20 émissions nommées « Mémoires d'insectes ».
En 1998 et en 2000, il tourne pour la série Insectia. Il y est concepteur et animateur de la série. Il tournera en tout 26 épisodes pour Discovery Channel, dans divers pays dont le Venezuela, le Costa Rica, en Équateur, au Mexique, à Madagascar, au Maroc, au Pérou, en Afrique du Sud et en Malaisie.
De plus, il est cofondateur et coprésident de la succursale IMAX "les Ailes de Montréal".

## Le Papillon bleu
En 2004, Georges Brossard fait l'objet du film de fiction, Le Papillon bleu, inspiré d'un fait vécu en 1987. Dans ce film réalisé par Léa Pool, William Hurt joue le rôle de Georges Brossard. Poussé par la Fondation Rêves d'enfants, Georges Brossard emmène avec lui un jeune garçon en phase terminale dans la forêt tropicale pour réaliser son rêve de trouver un morpho bleu. Allant jusqu'à risquer sa vie pour cette tâche difficile, ils finissent par en trouver un. De retour au Québec, à la suite d'une batterie de tests par les médecins, le garçon est miraculeusement guéri.

## Ouvrages
- Georges Brossard et Barbara Kahle, Maudite passion : récit, Druide, coll. « Reliefs », 15 mars 2016, 200 p. (ISBN 9782897112530)

- Louis Handfield, Georges Brossard, Bernard Venne, J. Donald Lafontaine et Pierre Chapleau, Le Guide des papillons du Québec, Broquet, 14 février 2001, 662 p. (ISBN 9782890004863)

## Prix et distinctions
- 1999 - Membre de l'Ordre du Canada
- Médaille du jubilé d'or d'Élisabeth II
- Prix Léon-Provencher de la Société d’entomologie de Québec
- Médaille Louis-Riel
- Doctorat honoris causa en sciences à l'Université du Québec à Trois-Rivières[8]
- Doctorat honoris causa en sciences à l'Université McGill.
- 2006 - Chevalier de l'Ordre national du Québec
- 2011 - Médaille d'honneur de l'Assemblée nationale[9]
- Membre honoraire des Cercles des jeunes naturalistes
- 2012 - Grand Montréalais, catégorie scientifique
- 2016 - Commandeur de l'Ordre de la ville de Montréal

### Biographie
Barbara Kahle, Georges Brossard : audace et démesure, Québec Amérique, septembre 2014, 317 p. (ISBN 9782764427750)